# Ріпище
Рі́пище — заплавне озеро у Сосницькому районі Чернігівської області, на правому березі Десни (басейн Дніпра), за 7 км від на південний схід від селища міського типу Сосниця.
Довжина близько 1 км, пересічна ширина 400 м, площа 0,6 км², глибина 3—6 м. Улоговина має звивисту форму; складається із системи заплавних водойм, сполучених мілководними проточними рукавами. Береги озера низькі, порослі вільхою з вербовим підліском. Живлення мішане.
Температура води влітку від +16,5, +17,5 °C на глибині 0,5 м, до +10, +10,5 °C на глибині 3 м. Взимку замерзає. Прозорість води 1,4 м. Дно — піщане, вкрите мулистими відкладами.
З рослин переважають очерет, лепешняк великий, стрілиця звичайна, глечики жовті, ряска, рдесник блискучий.
Водяться лин, карась, окунь, пічкур, плітка, щука та інші.
У прибережних заростях — гніздування очеретянок, кобилочки річкової, бугайчика.
Озеро та його околиці — місце рибальства і мисливства.